# Detrimentalist
Detrimentalist è un album in studio del musicista breakcore canadese Venetian Snares, pubblicato nel 2008.

## Tracce
1. Gentleman – 4:33
2. Koonut-Kaliffee – 4:55
3. Sajtban – 4:06
4. Kyokushin – 4:43
5. Eurocore MVP – 4:26
6. Poo Yourself Jason – 4:36
7. Circle Pit – 4:34
8. Flashforward – 6:29
9. Bebikukorica Nigiri – 3:37
10. Miss Balaton – 9:38